# Gathynia cesena
Gathynia cesena är en fjärilsart som beskrevs av Swinhoe 1902. Gathynia cesena ingår i släktet Gathynia och familjen Uraniidae. Inga underarter finns listade i Catalogue of Life.